# برايان بولز (مقاتل)
برايان بولز (بالإنجليزية: Brian Bowles) هو فنان قتال مختلط أمريكي، ولد في 22 يونيو 1980 في تشارلستون في الولايات المتحدة.

## وصلات خارجية
- برايان بولز على موقع شيردوغ (الإنجليزية)